# Polska Wytwórnia Papierów Wartościowych

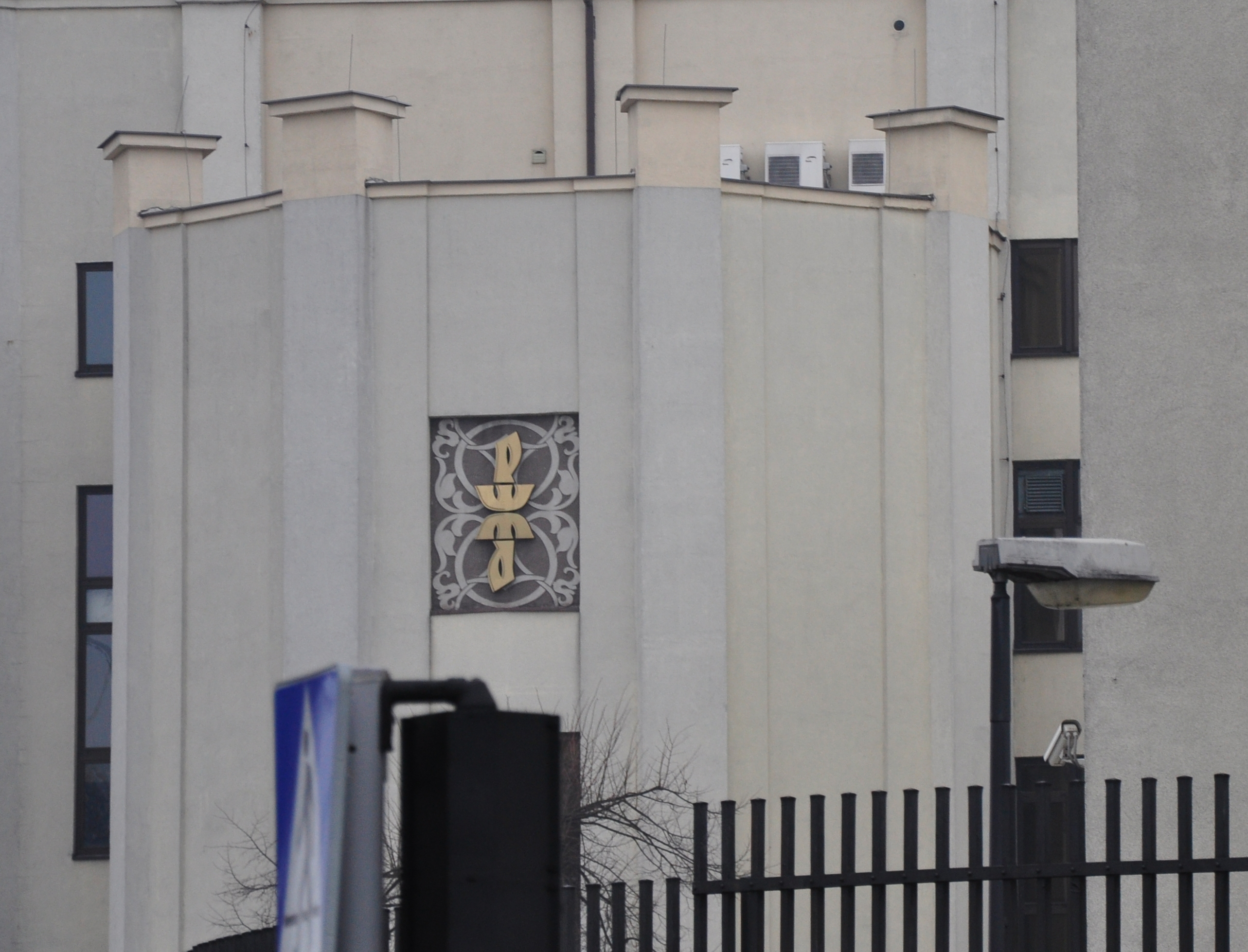
Das Logo der Wertpapierdruckerei

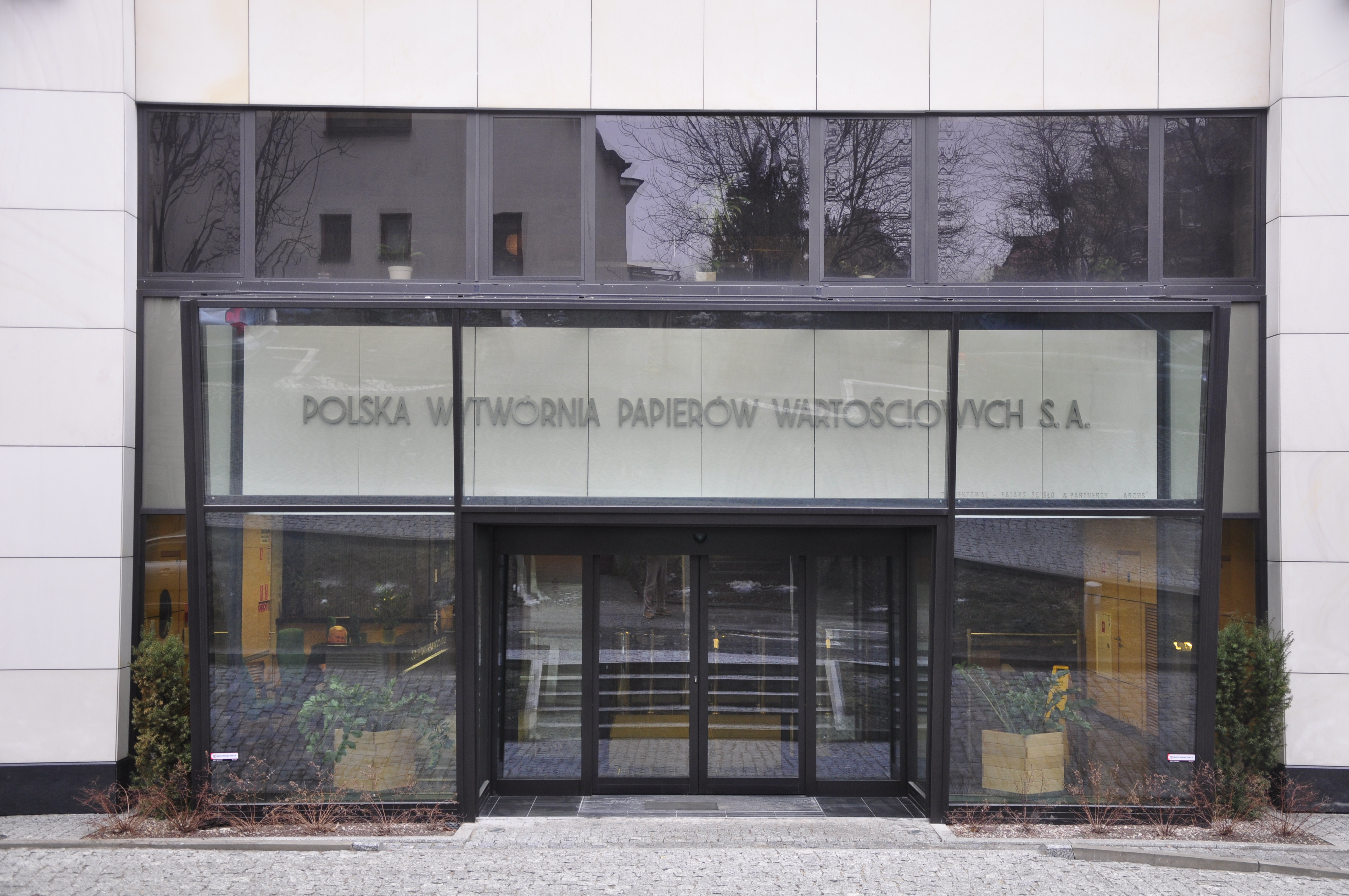
Moderner rückwärtiger Haupteingang

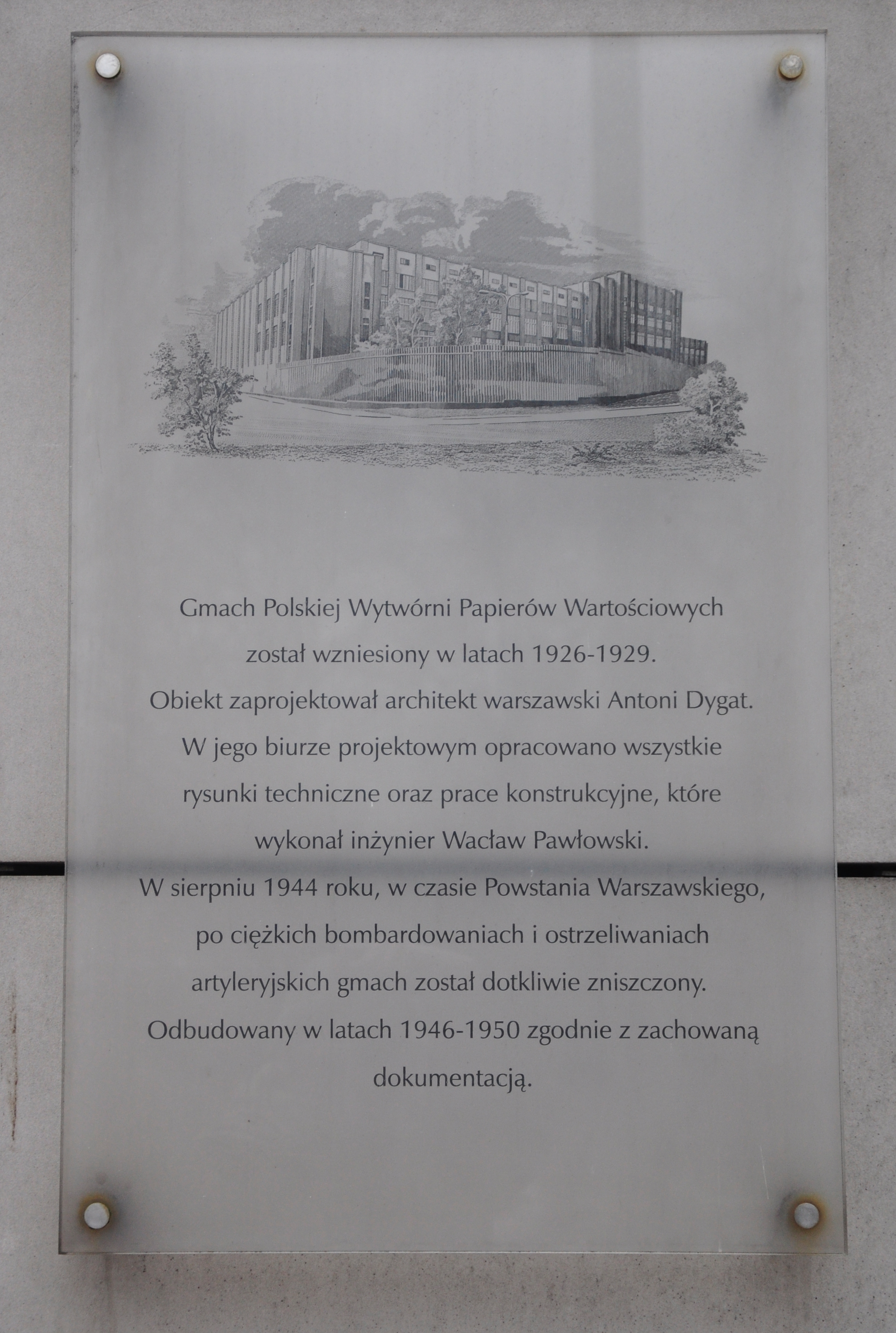
Informationstafel zur Geschichte des Gebäudekomplexes (in Polnisch)

Die Polska Wytwórnia Papierów Wartościowych Spółka Akcyjna (Kurzform: PWPW S.A.) ist die polnische staatliche Sicherheitsdruckerei. Ihre Gebäude liegen am nördlichen Ende der Warschauer Neustadt. Der Gebäudekomplex mit seinen drei Innenhöfen wird neben der Weichselböschung im Osten von drei Straßen umgeben: der Roman-Sanguszko-Straße im Norden (die Adresse der PWPW lautet: Roman-Sanguszko-Straße 1), der Zakroczymska-Straße im Westen sowie der Wójtowska-Straße im Süden. Die zu 100 % im Eigentum des Staatsschatzes befindliche Aktiengesellschaft ist in die Liste der staatswichtigen Unternehmen (Lista spółek o istotnym znaczeniu dla porządku publicznego lub bezpieczeństwa publicznego) eingetragen. Die Druckerei wurde 1919 gegründet und beschäftigt heute rund 2.100 Mitarbeiter.

## Geschäftstätigkeit
Kernaufgabe der PWPW ist die Herstellung von Banknoten und Sicherheitsdokumenten. Vorwiegend werden Banknoten für die Polnische Nationalbank, Führerscheine, Zulassungsbescheinigungen und Blanko-Zahlkarten produziert. Das Unternehmen stellt auch den biometrischen Ausweis Polens her.
In den Jahren von 2004 bis 2006 wurden 20 und 100 Kronenbanknoten für die Nationalbank der Slowakei gedruckt. Ebenso wurde bereits Sicherheitspapier mit Wasserzeichen für Österreich, Griechenland, Holland, Lettland, Schweden und die Türkei produziert. Im Jahr 2009 erhielt PWPW eine Zulassung von der Europäischen Zentralbank im Bereich des Qualitätsmanagementsystems und der Produktionssicherheit. Die Firma bereitet sich derzeit auf die zukünftige Herstellung von Eurobanknoten vor.

## Geschichte
Die Staatlichen Grafischen Werke (polnisch: Państwowe Zakłady Graficzne) wurden am 25. Januar 1919 auf Basis eines Beschlusses des Kabinetts der Regierung von Ignacy Jan Paderewski gegründet. Ein Jahr nach der Firmengründung wurde die erste Banknote hergestellt: hundert polnische Mark, nach einem Projekt von Adam Jerzy Półtawski. Im Jahre 1925 erfolgte die Umwandlung der Gesellschaft zur Polska Wytwórnia Papierów Wartościowych SA. In den Jahren 1926 bis 1929 wurden die heutigen Gebäude nach einem Entwurf des Architekten Antoni Dygat errichtet. Im Jahr 1932 wurde die erste Banknote im Rotogravur-Verfahren hergestellt – einen 100 Złoty-Schein gestaltet von Józef Mehoffer. Auf der Internationalen Briefmarkenausstellung in Wien im Jahr 1933 erhielten Briefmarken, die in der PWPW hergestellt wurden, eine Ehrenerwähnung. In den 1930er Jahren wurden viele von namhaften polnischen Künstlern ihrer Zeit gestalteten Produkte erzeugt – so von Zofia Stryjeńska, Wacław Borowski, Zygmunt Kamiński, Ryszard Kleczewski, Marian Romuald Polak und Włodzimierz Vacek, später auch von Czesław Słania.
Während der deutschen Besatzungszeit im Zweiten Weltkrieg stand die Druckerei unter deutscher Aufsicht. In der Zeit wurden neben Banknoten auch Kennkarten, Rationskarten und diverse amtliche deutsche Dokumente gedruckt. Daneben wurden im Geheimen von einer Gruppe von Mitarbeitern (Podziemna Wytwórnia Banknotów) in der PWPW aber auch Unterlagen für den polnischen Widerstand hergestellt. 1944 war das Gelände der Druckerei während des Warschauer Aufstandes eine wichtige Stellung des polnischen Widerstands. Innerhalb von 27 Tagen erbitterter Kämpfe fielen hier rund 100 Soldaten der Polnischen Heimatarmee. Die Gebäude der Druckerei wurden dabei erheblich zerstört. Nach Kriegsende wurde die Anlage wieder errichtet, während der Bauzeit (bis 1950) wurde das Drucktätigkeit in Druckereien in Łódź und Krakau fortgeführt. Die Druckerei wurde 1945 in Staatseigentum überführt und in Państwowa Wytwórnia Papierów Wartościowych SA umfirmiert. 1996 erhielt die Druckerei ihren historischen und heute gültigen Namen: Polska Wytwórnia Papierów Wartościowych Spółka Akcyjna. Im Jahr 1999 erfolgte die Umwandlung zu einer Holding, um Beteiligungen zu integrieren bzw. ermöglichen.
Ende Juni 2012 gab der polnische Fußballverband bekannt, dass die PWPW ab der Saison 2012/13 Technologiepartner der Ekstraklasa sein wird.

## Beteiligungen
Das Unternehmen ist an verschiedenen Firmen beteiligt. Eine 100%ige Tochtergesellschaft ist die Elkart Sp. z o.o., die im April 1999 gegründet wurde. Diese Firma ist in der Personifikation von Zugangs- oder Zahlungskarten tätig und von VISA International, Mastercard und Diners Club zertifiziert. PWPW hält 4,5 % der Anteile an der im Dezember 2003 gegründeten Schuldner-Auskunftei InfoMonitor Biuro Informacji Gospodarczej S.A. Gemeinsam mit der Firma OPTeam wurde im Januar 2010 das Zentrum der elektronischen Zertifizierung „Sigillum“ (polnisch: Polskie Centrum Certyfikacji Elektronicznej „Sigillum“) gegründet. Diese Firma bietet Verifizierungsdienstleistungen im e-Zahlungsverkehr an.

### Gebäudeansichten im März 2011

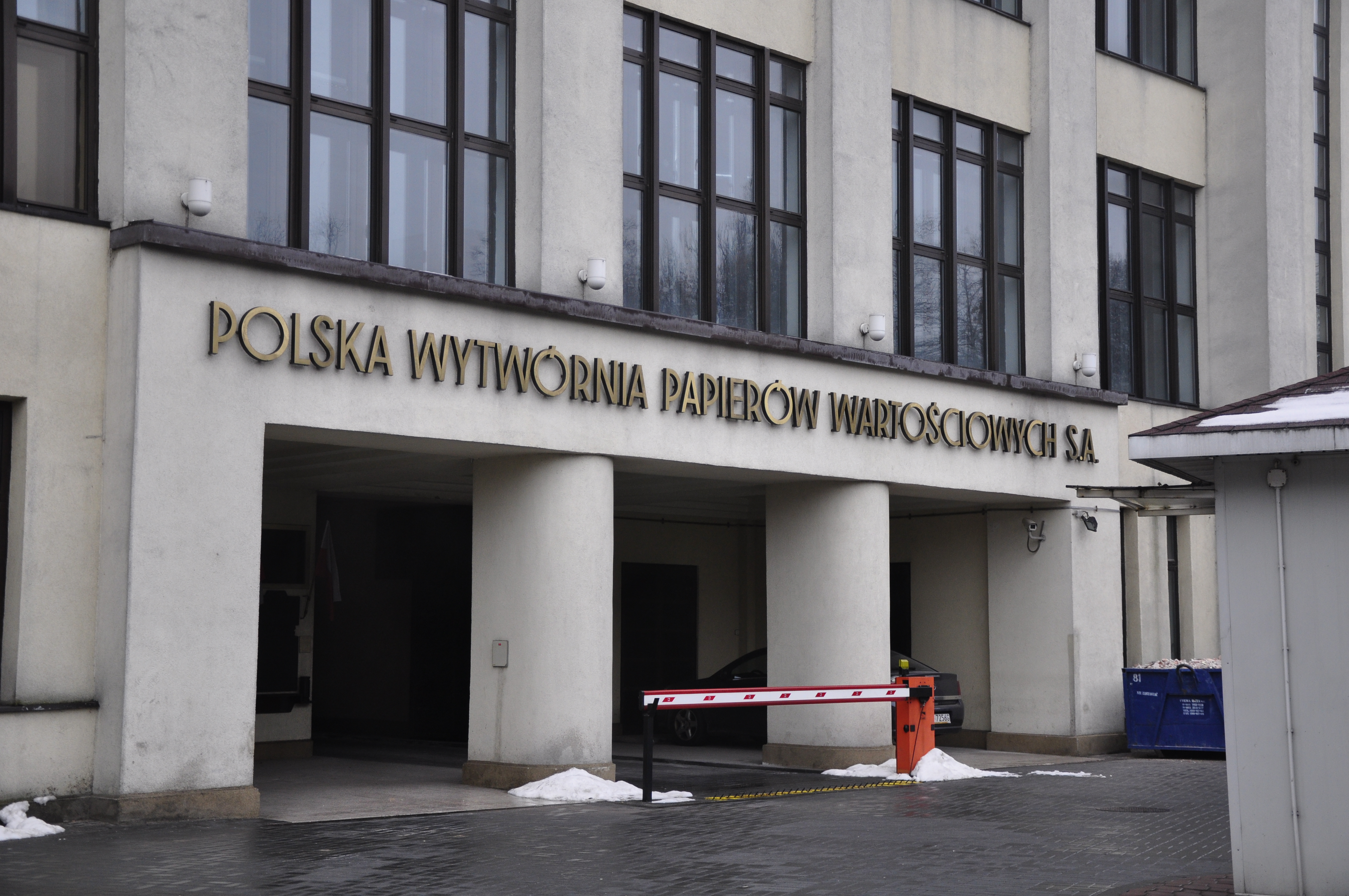
Liefereinfahrt auf Vorderseite (Norden)
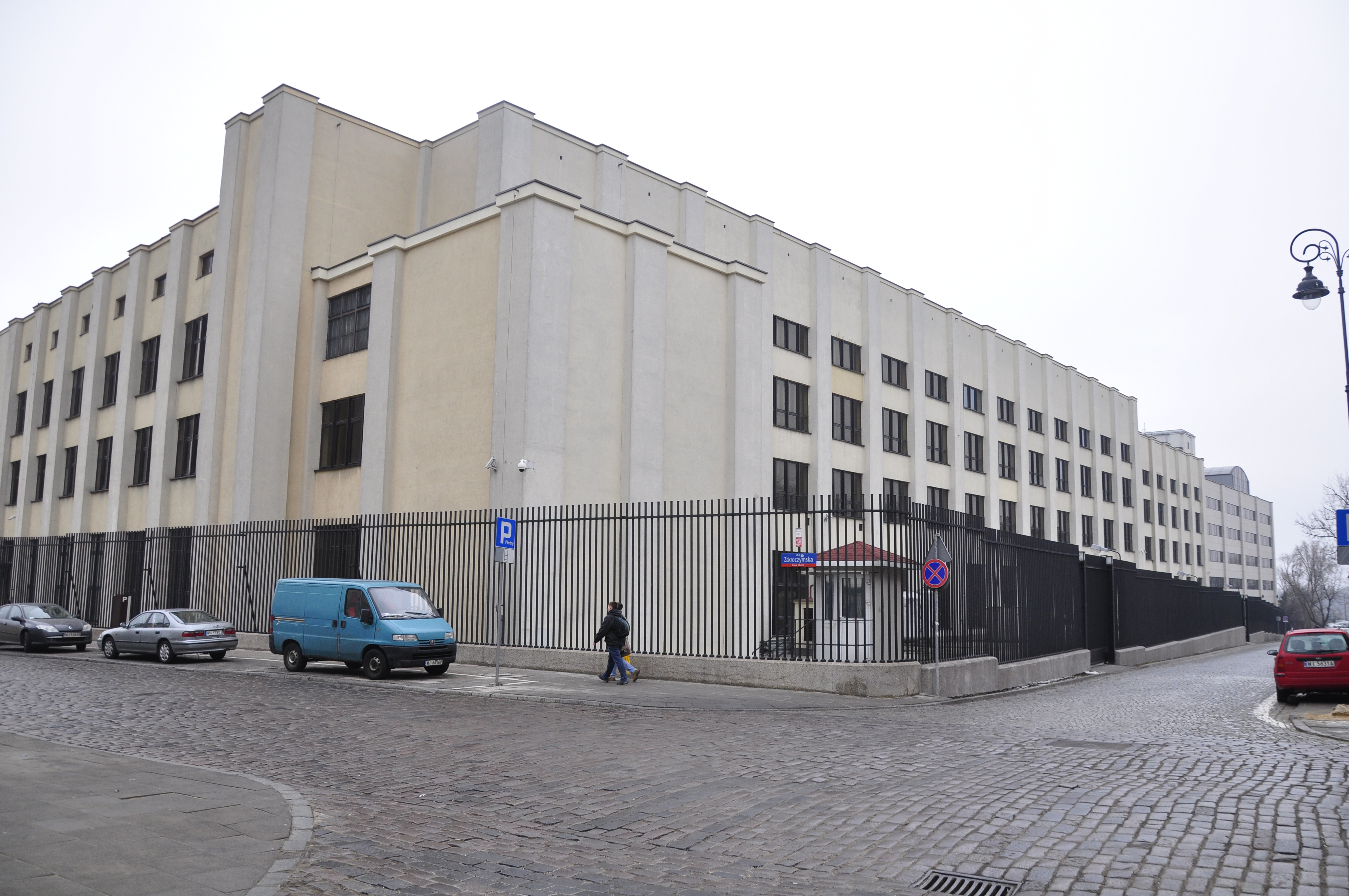
Ansicht von der Neustadt (Südwesten)
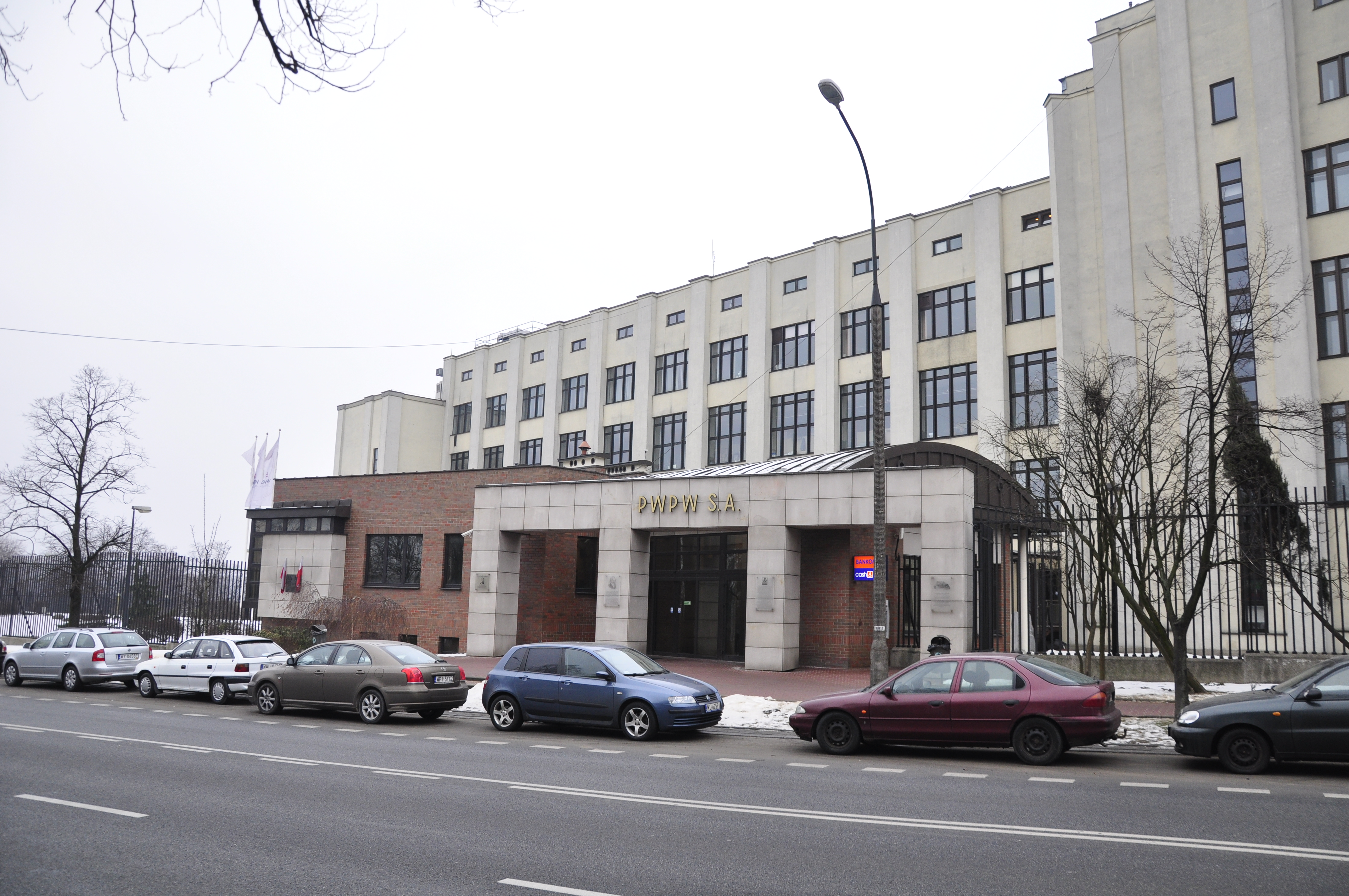
Haupteingang an Vorderseite (Norden)
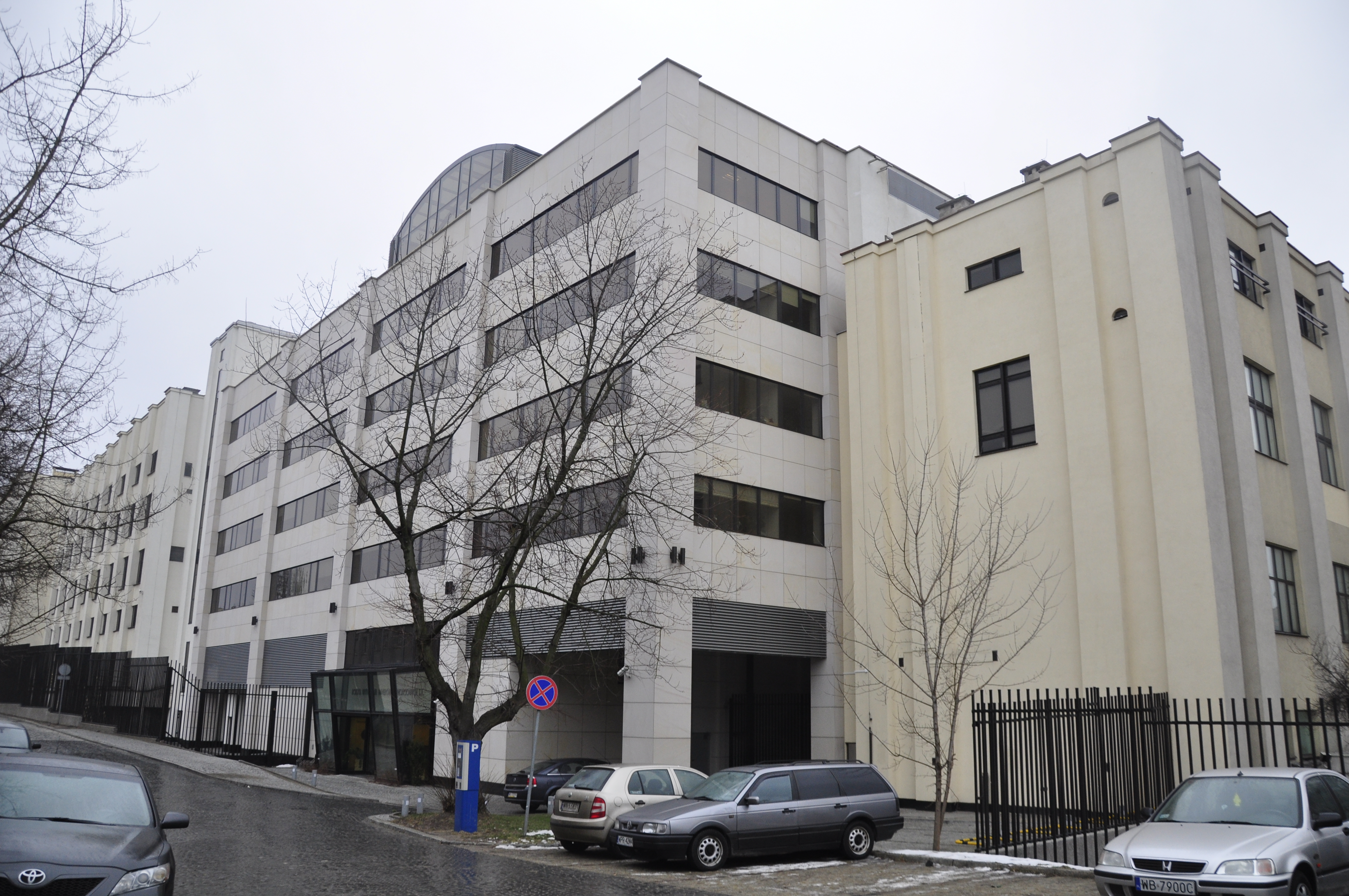
Neubau auf der Rückseite (Süden)